# Ivo Oliveira
Ivo Emanuel Alves Oliveira (Vila Nova de Gaia, 5 de septiembre de 1996) es un deportista portugués que compite en ciclismo en las modalidades de pista y ruta. Su hermano Rui también compite en ciclismo.
Ganó dos medallas en el Campeonato Mundial de Ciclismo en Pista, en los años 2018 y 2022, y seis medallas en el Campeonato Europeo de Ciclismo en Pista entre los años 2017 y 2025.

## Medallero internacional
| Campeonato Mundial | Campeonato Mundial       | Campeonato Mundial | Campeonato Mundial     |
| Año                | Lugar                    | Medalla            | Competición            |
| ------------------ | ------------------------ | ------------------ | ---------------------- |
| 2018               | Apeldoorn (Países Bajos) | Medalla de plata   | Persecución individual |
| 2022               | Saint-Quentin (Francia)  | Medalla de bronce  | Persecución individual |
| Campeonato Europeo |                          |                    |                        |
| Año                | Lugar                    | Medalla            | Competición            |
| 2017               | Berlín (Alemania)        | Medalla de plata   | Persecución individual |
| 2018               | Glasgow (Reino Unido)    | Medalla de plata   | Persecución individual |
| 2020               | Plovdiv (Bulgaria)       | Medalla de oro     | Persecución individual |
| 2020               | Plovdiv (Bulgaria)       | Medalla de plata   | Madison                |
| 2025               | Heusden-Zolder (Bélgica) | Medalla de plata   | Persecución individual |
| 2025               | Heusden-Zolder (Bélgica) | Medalla de bronce  | Madison                |

## Palmarés
2017
- 1 etapa de la Carrera de la Paz sub-23

2018
- 1 etapa del Circuito de las Ardenas

2020
- Campeonato de Portugal Contrarreloj

2022
- 2.º en el Campeonato de Portugal Contrarreloj

2023
- 1 etapa de la Boucles de la Mayenne
- 2.º en el Campeonato de Portugal Contrarreloj
- Campeonato de Portugal en Ruta

2024
- 2.º en el Campeonato de Portugal Contrarreloj

2025
- 2 etapas del Giro de los Abruzzos
- 1 etapa del Tour de Eslovenia
- 3.º en el Campeonato de Portugal Contrarreloj
- Campeonato de Portugal en Ruta

## Resultados en Grandes Vueltas y Campeonatos del Mundo
| Carrera              | Carrera              | 2017 | 2018 | 2019 | 2020  | 2021 | 2022  | 2023 | 2024 | 2025 |
| -------------------- | -------------------- | ---- | ---- | ---- | ----- | ---- | ----- | ---- | ---- | ---- |
|                      | Giro de Italia       | —    | —    | —    | —     | —    | —     | —    | —    | —    |
|                      | Tour de Francia      | —    | —    | —    | —     | —    | —     | —    | —    | —    |
|                      | Vuelta a España      | —    | —    | —    | 101.º | —    | 131.º | —    | —    | —    |
| Mundial en Ruta      | Mundial en Ruta      | —    | —    | —    | 88.º  | —    | —     | —    | Ab.  | —    |
| Mundial Contrarreloj | Mundial Contrarreloj | —    | —    | —    | 34.º  | —    | 83.º  | —    | —    | —    |

| —: No participó | Ab: Abandono |